# Eisenstadt Simon
Eisenstadt Simon (17. század) író

## Élete
Bécsben született, Kismartonban telepedett le, ahol Kabbalával is foglalkozott. Nyugalmát megzavarta az 1670-i kiűzetés, amiért Lengyelországba vándorolt. 

## Művei
Fő munkája a homiletikai tartalmú Chélek Simon. Mások munkáit is kiadta. Gilgulé nesómósz című kabbalisztikus munkája, amely a lélekvándorlásról szól, 1688-ban jelent meg Prágában.